# Арена Петрол
Арена Петрол је фудбалски стадион у Шпортном парку под Головцем у Цељу, Словенија, на којем као домаћин игра прволигаш НК Цеље.
Од 2004. до 2007. Фудбалска репрезентација Словеније је на њему играла све своје утакмице, али након реновирања Људског врта 2008. и изградње стадиона Стожице 2010. стадион није угостио ни једну утакмицу репрезентације. Арена Петрол носи име по свом главном спонзору, словеначкој нафтној компанији Петрол.
До 2003. стадион је имао само 3.600 седишта. У следеће две године додате су две трибине чиме се капацитет стадиона попео на 10.500 места. После последње трибине која је изграђена 2008. стадион тренутно има капацитет од 13.400 места.
Игралиште има травнат терен дуг 105, а широк 68 метара. За ноћне утакмице стадион је опремљен рефлекторима јачине 1.400 лукса.